# ムルチストリアチン
ムルチストリアチン（multistriatin、マルチストリアチン）は、ニレキクイムシのフェロモンである。揮発性化合物であり、未交尾の雌がニレの木といったよい食物源を見つけた時に放出する。

## 潜在的利用性
ニレ立枯病の原因真菌の保菌者である雄のキクイムシはこのフェロモンによって誘引される。したがって、ムルチストリアチンはキクイムシを捕集し、ニレ立枯病の拡がりを防ぐために使うことができるかもしれない。

## 立体化学
本化合物は、メチル基の位置に依存する複数のジアステレオマー形で存在する。天然型立体異性体のα-ムルチストリアチンのみがニレキクイムシを誘引する。